# Psilochorus marcuzzii
Psilochorus marcuzzii là một loài nhện trong họ Pholcidae. Loài này được phát hiện ở Venezuela.